# LaToya Sanders
LaToya Sanders, connue aussi comme Lara Sanders en Turquie ou  LaToya Pringle dans sa jeunesse, née le 11 septembre 1986 à Nuremberg (Allemagne) est une joueuse de basket-ball américaine naturalisée turque, reconnue pour ses talents de contreuse, championne WNBA 2019.

## Biographie
Elle est née en Allemagne de parents militaires qui se sont installés par la suite à Fayetteville (Caroline du Nord). Jeune, elle a aussi pratiqué le volley-ball, où elle développé ses qualités au contre, profitant notamment de ses longs bras. A la Seventy-First High School de Fayetteville, elle est nommée Miss Basketball de Caroline du Nord tant en junior qu'en senior et dans le meilleur cinq de l’État. Elle conduit son équipe au titre de championnes de l'État en 2003 et 2004, étant élue MVP à ces deux occasions. En 2003, elle capte un total record de 28 rebonds. En 2004, elle inscrit 25 points, 18 rebonds et 7 contres en finale pour des statistiques sur la saison de 21,5 points, 14,2 rebonds et 9 contres.
Elle établit un nouveau record de contres  avec les Tar Heels de Caroline du Nord : 336 en quatre ans (dont 121 en junior, 5e performance de NCAA). En senior, elle inscrit 14,6 points par match pour des moyennes en carrière de 8,8 points, 5,7 rebonds et 2,4 contres et est nommée meilleur défenseure de l'ACC,.
Draftée en 2008 par le Mercury de Phoenix en 13e position, LaToya Pringle n'y passe qu'une saison (4,4 points à 44,8 %, 3,5 rebonds et (1,52 contre, 5e performance de WNBA, 1re rapporté au temps de jeu), étant cependant titulaire pour ses sept dernières rencontres,. Elle est transférée au Lynx du Minnesota avec Kelly Miller contre Nicole Ohlde.
Au printemps 2011, elle est signée par les Sparks de Los Angeles où Jennifer Gillom, qui l'avait déjà côtoyée aux Lynx dit d'elle : « Elle est fantastique en défense et a une grande présence dans le vestiaire. »
En 2008-2009, elle joue au Maccabi Ramat Hen (Israël) pour 15,9 points à 61,4 % et 12,2 rebonds par match.
En 2009-2010, elle dispute le championnat turc avec TED Kayseri pour des statistiques de 18,7 points et 11,8 rebonds en 19 matches. puis l'année suivante de 13,8 points, 8,5 rebonds (7e moyenne de la ligue) et 1,9 contre (meilleure moyenne de la ligue).
Après avoir été un élément majeur de la Turquie (16,7 points et 8,4 rebonds) pendant l'Euro 2015, elle fait son retour en WNBA après ans d'absence pour les Mystics de Washington. Ainsi, lors de la victoire face au Fever de l'Indiana le 17 juillet, elle inscrit 16 points, 8 rebonds et 514 points, 10 rebonds et 5 passes décisives. Après une saison 2015 à 5,0 points et 5,7 rebonds en 23 rencontres, les Mystics lui font signer en février 2016, une prolongation de contrat pluri anuuelle. Le coach MIke Thibaut dit d'elle : « Elle est une joueuse d'élite qui nous a permis d'avoir un des meilleurs frontcourts de la WNBA. Sa présence défense et son leadership de joueuse d'expérience ont été un apport clé à notre vestiaire l'an passé ».
Son mari Byron Sanders, un basketteur également formé aux Tar Heels, joue en Turquie depuis 2009 et est également naturalisé turc. Il joue pour sa nouvelle équipe en 2012. Bien que les parents de Lara soient militaires, ils comprennent son choix sportif et financier, son passeport lui permettait de briguer de meilleurs salaires dans le lucratif championnat turc. Elle prend le prénom de Lara et participe aux Jeux de Rio avec la Turquie.
Au sortir du quart de finale aux Jeux de Rio avec la Turquie, elle s'engage avec les Mystics de Washington pour la fin de la saison WNBA 2016.
Dans une équipe riche en arrières mais démunie à l'intérieur après le transfert de Stefanie Dolson pour acquérir Elena Delle Donne et l'absence en 2018 d'Emma Meesseman, elle s'impose (après une année 2017 sans WNBA) comme une valeur sûre des Mystics durant la saison WNBA 2018 malgré son absence lors des six premières rencontres de la saison régulière.
En mars 2021, après avoir fait l'impasse sur la saison WNBA 2020 en raison de la crise du Covid 19, elle annonce sa retraite sportive.

## Clubs
WNBA
- 2008 : Mercury de Phoenix
- 2009 : Lynx du Minnesota
- 2011 : Sparks de Los Angeles
- 2015-2019 : Mystics de Washington

Europe:
- 2008-2009: Maccabi Ramat Hen
- 2009- :  TED Kayseri devenu Abdullah Gül Üniversitesi

## Palmarès
- Vainqueur de l'Euroligue 2018[16].

## Distinctions personnelles
- 2003, 2004 : Miss BasketBall North Carolina
- Meilleure contreuse de l'histoire d'UNC
- 2008 : Meilleure défenseure de l'Atlantic Coast Conference
- 2011: Meilleure contreuse du championnat turc